# Champdani
Champdani (en bengalí: চাঁপদানি ) es una ciudad de la India, en el distrito de Hugli, estado de Bengala Occidental.

## Geografía
Se encuentra a una altitud de 10 m s. n. m. a 27 km de la capital estatal, Calcuta, en la zona horaria UTC +5:30.

## Demografía
Según estimación 2010 contaba con una población de 103 118 habitantes.